# クリスプサンドイッチ

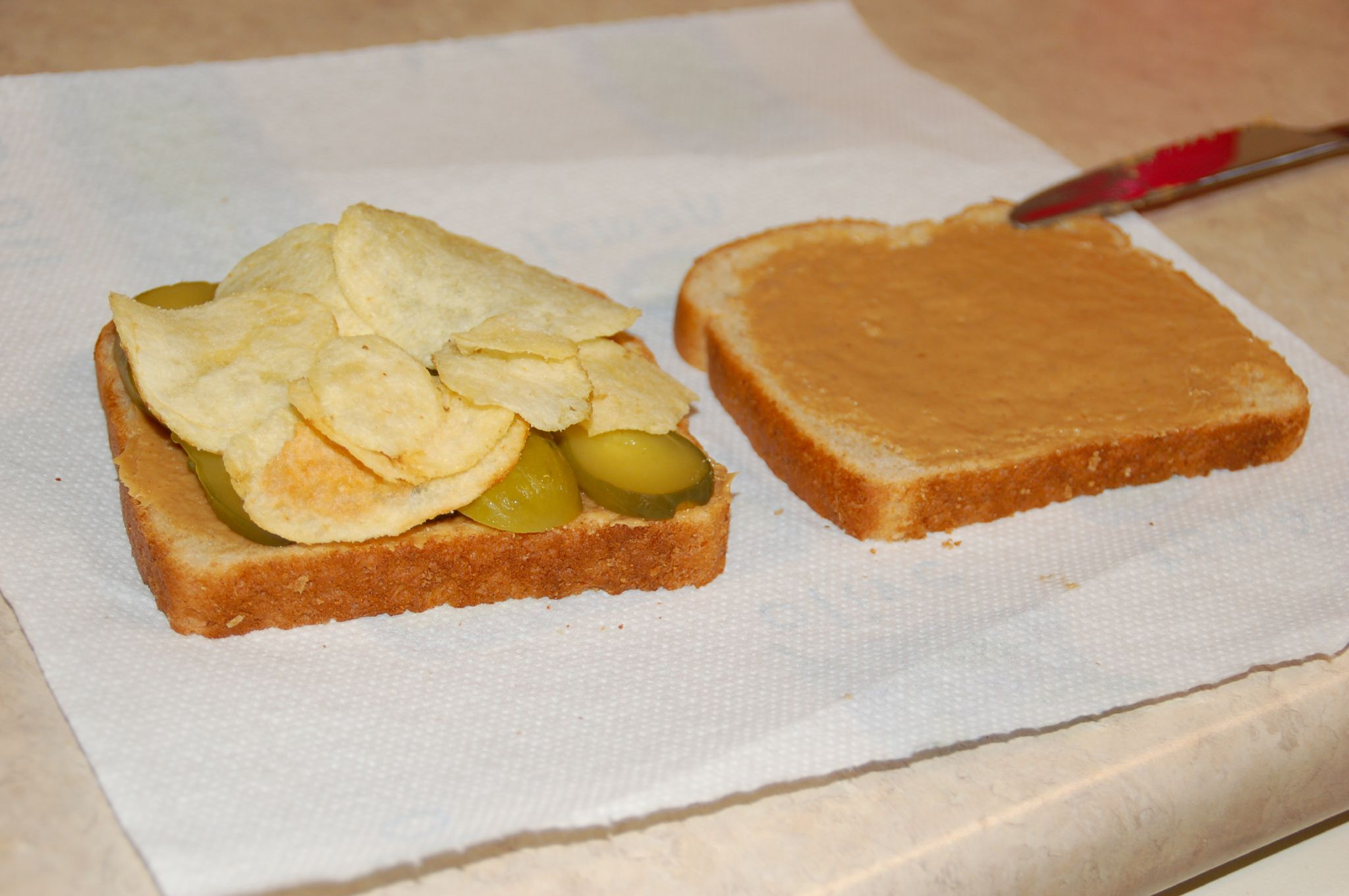
ピーナッツバター、ポテトチップ、ピクルスで作ったサンドイッチ

クリスプサンドイッチ（crisp sandwich、イギリス英語）チップサンドイッチ、チップイッチ、ポテトチップサンドイッチまたはチッピーサンドイッチ（北米英語）は、クリスプス（ポテトチップス）を挟んだサンドイッチである。アメリカでは伝統的にしばしばトレーラーパーク料理 (Trailer park cuisine) と呼ばれる。クリスプ（ス）はイギリス英語でポテトチップスのことである。
日本では2015年7月にロッテリアがカルビーとコラボレーションして「ポテトチップスバーガー」を販売した実績がある。